# Чемпіонат світу з футзалу
Чемпіонат світу з футзалу — міжнародний турнір з футзалу, що проводиться раз на 4 роки під егідою ФІФА.
Чемпіонат світу проводиться кожних чотири роки в парний рік між двома чемпіонатами світу з футболу. Вперше турнір проводився в 1989 році, коли ФІФА стала керуючим органом з футзалу. Він проводився в Нідерландах для відзначення популярності гри в цій країні. До чемпіонату світу 2016 року лише дві країни ставали чемпіонами світу — Бразилія, яка перемагала на перших трьох чемпіонатах, а також двох останніх чемпіонатах, та Іспанія, котра перемогла Бразилію в 2000 році та Італію в 2004 році, коли збірна Бразилії вперше не потрапила до фіналу чемпіонату світу. Країна-господар ще жодного разу не перемагала, хоча Нідерланди у 1989 році та Іспанія в 1996 році потрапляли до фіналу.
Через пандемію коронавірусної хвороби чемпіонат світу 2020 був перенесений і відбувся з 12 вересня по 3 жовтня 2021 року.

## Переможці та призери
| 1989 Деталі | Нідерланди | Бразилія   | 2—1                               | Нідерланди | США        | 3—2 додатковий час | Бельгія    |
| 1992 Деталі | Гонконг    | Бразилія   | 4—1                               | США        | Іспанія    | 9—6                | Іран       |
| 1996 Деталі | Іспанія    | Бразилія   | 6—4                               | Іспанія    | Росія      | 3—2                | Україна    |
| 2000 Деталі | Гватемала  | Іспанія    | 4—3                               | Бразилія   | Португалія | 4—2                | Росія      |
| 2004 Деталі | Тайвань    | Іспанія    | 2—1                               | Італія     | Бразилія   | 7—4                | Аргентина  |
| 2008 Деталі | Бразилія   | Бразилія   | 2 — 2 додатковий час (4 — 3 пен.) | Іспанія    | Італія     | 2 — 1              | Росія      |
| 2012 Деталі | Таїланд    | Бразилія   | 3 — 2 додатковий час              | Іспанія    | Італія     | 3 — 0              | Колумбія   |
| 2016 Деталі | Колумбія   | Аргентина  | 5 — 4                             | Росія      | Іран       | 2 — 2 (4 — 3 пен.) | Португалія |
| 2021 Деталі | Литва      | Португалія | 2—1                               | Аргентина  | Бразилія   | 4—2                | Казахстан  |
| 2024 Деталі | Узбекистан | Бразилія   | 2—1                               | Аргентина  | Україна    | 7—1                | Франція    |

## Розподіл медалей за країнами
| М  | Збірна     | Чемпіон                                | 2 місце              | 3 місце        | 4 місце        |
| -- | ---------- | -------------------------------------- | -------------------- | -------------- | -------------- |
| 1  | Бразилія   | 6 (1989, 1992, 1996, 2008, 2012, 2024) | 1 (2000)             | 2 (2004, 2021) |                |
| 2  | Іспанія    | 2 (2000, 2004)                         | 3 (1996, 2008, 2012) | 1 (1992)       |                |
| 3  | Аргентина  | 1 (2016)                               | 2 (2021, 2024)       |                | 1 (2004)       |
| 4  | Португалія | 1 (2021)                               |                      | 1 (2000)       | 1 (2016)       |
| 5  | Італія     |                                        | 1 (2004)             | 2 (2008, 2012) |                |
| 6  | Росія      |                                        | 1 (2016)             | 1 (1996)       | 2 (2000, 2008) |
| 7  | США        |                                        | 1 (1992)             | 1 (1989)       |                |
| 8  | Нідерланди |                                        | 1 (1989)             |                |                |
| 9  | Іран       |                                        |                      | 1 (2016)       | 1 (1992)       |
| 9  | Україна    |                                        |                      | 1 (2024)       | 1 (1996)       |
| 11 | Бельгія    |                                        |                      |                | 1 (1989)       |
| 11 | Колумбія   |                                        |                      |                | 1 (2012)       |
| 11 | Казахстан  |                                        |                      |                | 1 (2021)       |
| 11 | Франція    |                                        |                      |                | 1 (2024)       |